# Luis Arcamone
Luis Federico Arcamone (Buenos Aires, 19 marzo 1979) è un ex calciatore argentino, di ruolo attaccante.

## Carriera

### Argentina e Spagna
Inizia a muovere i primi passi da calciatore nelle giovanili dell'Argentinos Juniors, una delle tante squadre della sua città. Nel 1998 entra in prima squadra, dove rimane fino al 2000, disputando 39 partite e segnando 3 reti nel massimo campionato argentino. In seguito si trasferisce in Spagna, dove milita prima nell'Almeria (13 presenze e 3 gol) e poi nel Club Deportivo Ourense. Nel 2002 fa ritorno in Argentina, dove milita per una stagione nel Defensa y Justicia, siglando ben 8 reti in 20 presenze di campionato. Al termine della stagione lascia definitivamente la sua terra natale, trasferendosi in Italia.

### Italia
In Italia milita esclusivamente in formazioni di Serie C2, Serie D e Eccellenza, vestendo le maglie di Isernia, Celano, Trapani, Pescina Valle del Giovenco, Melfi e Teramo. Nel gennaio del 2006 viene acquistato dal Pescina, squadra che in quella stagione milita in Eccellenza Abruzzese, e che sarà la sua formazione per quella mezza stagione e altri tre anni. Ottiene la promozione in Serie D con la squadra marsicana realizzando 13 reti in appena mezza stagione e l'anno successivo 2006-2007 sempre con la casacca bianco-verde, si rende protagonista portando la squadra in C2. La stagione 2007-2008 aiuta la compagine abruzzese a qualificarsi per i play-off, persi poi in semi-finale contro la sua ex squadra. Nella stagione 2008-2009 conquista di nuovo i play-off con il Pescina, riuscendo a vincerli e a portare la squadra per la prima volta in Prima Divisione (ex Serie C1). Inaspettatamente però, durante la sessione estiva del calciomercato, viene ceduto a titolo definitivo al Melfi (Seconda Divisione). Con i giallo-verdi termina la sua stagione con 29 presenze e 10 reti. Il 24 luglio 2010, a ridosso dell'inizio del ritiro del Teramo, si svincola dal Melfi per passare proprio nelle file degli abruzzesi. Qui ritrova mister Cifaldi, che lo conosce dai tempi di Celano. Nella stagione 2010-2011 Arcamone scende in campo 32 volte e va in rete per 16 volte.
Nella stagione 2011-2012 viene riconfermato nella rosa del Teramo Calcio, inizia il campionato nel migliore dei modi, infatti va a segno per 8 volte. Chiude con 25 presenze e 15 reti la stagione (22 presenze e 13 reti in campionato).
Dal 30 luglio 2012 è un calciatore del Torre Neapolis squadra di Torre del Greco meglio conosciuta come FC Turris 1944.

Successivamente dopo una breve esperienza con il Nardò si accasa nel Porto Corallo, nell'Eccellenza sarda dove realizza sette reti. Nel 2014 torna in Abruzzo, per i primi mesi della stagione milita nel Chieti dove però non riesce ad incidere, a dicembre si trasferisce all'Alba Adriatica, in Eccellenza abruzzese.

## Palmarès

### Club

#### Competizioni nazionali
- Campionato italiano Serie D: 2

Pescina VG: 2006-2007
Teramo: 2011-2012
- Coppa Italia Serie D: 1

Turris: 2012-2013